# Swiss Indoors Basel
Swiss Indoors Basel er en tennisturnering for professionelle mandlige spillere, som en gang om året afvikles indendørs på hardcourt i St. Jakobshalle i Basel, Schweiz. Turneringen blev i 2009 opgraderet til kategorien ATP Tour 500 på ATP Tour, og præmiesummen blev i den forbindelse fordoblet fra ca. € 850.000 til € 1.700.000. I maj 2012 blev det offentliggjort, at ATP Tour havde forlænget turneringens ATP Tour 500-status til 2018. Samtidig blev præmiesummen yderligere forhøjet med ca. 10 % til € 1.935.000. Turneringen er en af sæsonens sidste på ATP Tour og dermed en af spillernes sidste chancer for at kvalificere sig til den sæsonafsluttende turnering, ATP Finals. Med et budget på 18,5 mio. schweizerfranc er Swiss Indoors Basel den største tilbagevendende sportsbegivenhed i Schweiz.
Turneringen blev skabt af valutahandleren Roger Brennwald og spillet for første gang i 1970 i en til lejligheden opsat boblehal på en grusbane i Tennisclub Coop i Basel-forstaden Muttenz, og vinderen modtog et armbåndsur som præmie. Oprindeligt havde turneringen hovedsageligt deltagelse af schweiziske topspillere med enkelte deltagere fra nabolandene. Eftet to år i Muttenz blev boblehallen flyttet til Tennis Club Old Boys Basel, hvor turneringen også blev spillet i to år. Turneringen voksede imidlertid, og boblehallen blev for lille, så i 1974 blev kampene afviklet i Fiechtenhalle i Reinach, ca. 10 km syd for Basel, hvor der var plads til 800 tilskuere. I 1975 flyttede arrangementet til den nyopførte storhal St. Jakobshalle, men tilskuertallet skuffede, på trods af at Ilie Nastase var på deltagerlisten, og derfor flyttede man i 1976 tilbage til Reinach, hvor hallen i mellemtiden var blevet opgraderet til at kunne rumme 1.700 tilskuere. Samtidig fik man skabt et bedre økonomisk fundament for stævnet med introduktionen af Schweizerischer Bankverein som hovedsponsor, og banken skulle forblive hovedsponsor de næste 20 år. Turneringen blev en del af grand prix-serien i tennis i 1977, hvor den også steg gavaldigt i popularitet, da arrangørerne bl.a. lykkedes med at tiltrække verdensstjernen Björn Borg, og stævnet blev derfor igen flyttet til St. Jakobshalle, hvor det siden da er blevet spillet.
I 1977 skiftede turneringen termin fra om foråret til om efteråret, hvor den indledte den europæiske indendørssæson, hvilket medførte, at arrangørerne fik mulighed for at tiltrække spillere, der havde gjort opmærksom på sig selv i løbet af sommeren som f.eks. French Open-finalisten Guillermo Vilas og US Open-semifinalisten John McEnroe i 1978, hvorfor tilskuerinteresssen steg yderligere, og det afspejlede sig i tilskuertallet, der steg fra 16.000 i 1977 til 28.000 i 1978. Succesen fortsatte de kommende år i begyndelsen af 1980'erne, hvor turneringen havde deltagelse af så prominente navne som Björn Borg, Ivan Lendl, Brian Gottfried, Johan Kriek, Eddie Dibbs, Yannick Noah, Mats Wilander og Vitas Gerulaitis, og i 1981 nåede præmiesummen i Swiss Indoors op på $ 100.000.
Handelsfirmaet Oettinger Davidoff Group blev fra 1994 turneringens titelsponsor med sit varemærke "Davidoff". Titelsponsoratet med et tobaksmærke blev dog efter 17 år ikke forlænget, da det efterhånden førte til massive begrænsninger som følge af de stigende restriktioner for tobaksreklamer.
Roger Federer har rekorden for flest singletitler med 10 turneringssejre i sin hjemby, og derudover har han yderligere fem gange tabt i finalen. Han var bl.a. i finalen 10 gange i træk fra 2006 til 2015. Rekorden i doublerækken deles mellem Tomáš Šmíd, Bob Bryan, Mike Bryan, Daniel Nestor og Nenad Zimonjić, der alle har vundet fire titler.

## Historie

### Datoer, spillesteder, tilskuertal og præmier
| År   | Datoer                                           | Navn                                                     | Spillested                                       | Tilskuertal                                      | Tour                                             | Kategori                                         | Præmiesum                                        |
| ---- | ------------------------------------------------ | -------------------------------------------------------- | ------------------------------------------------ | ------------------------------------------------ | ------------------------------------------------ | ------------------------------------------------ | ------------------------------------------------ |
| 1970 | 6. - 8. marts                                    | Barracuda-Cup                                            | Tennisclub Coop, Muttenz                         | 50                                               |                                                  |                                                  | -                                                |
| 1971 | 5. - 7. marts                                    | Hallenmeisterschaft Coop um den Braun synchon Cup        | Tennisclub Coop, Muttenz                         | 300                                              | $ 500                                            |                                                  |                                                  |
| 1972 | 16. - 19. marts                                  | 3. Internationale Hallentennis-Meisterschaften von Basel | Tennis Club Old Boys Basel                       | 500                                              | $ 1.000                                          |                                                  |                                                  |
| 1973 | 8. - 11. marts                                   | 4. Internationale Hallentennis-Meisterschaften von Basel | Tennis Club Old Boys Basel                       | 1.000                                            | Grand Prix Suisse                                | $ 2.500                                          |                                                  |
| 1974 | 7. - 10. februar                                 | 5. Internationale Hallentennis-Meisterschaften von Basel | Fiechtenhalle, Reinach                           | 4.000                                            | ?                                                | $ 10.000                                         |                                                  |
| 1975 | 3. - 9. februar                                  | Internationale Hallentennismeisterschaften von Schweiz   | St. Jakobshalle, Basel                           | 7.000                                            | ATP European Circuit                             | $ 25.000                                         |                                                  |
| 1976 | 1. - 7. marts                                    | Swiss Indoors                                            | Fiechtenhalle, Reinach                           | 8.000                                            | ?                                                | $ 30.000                                         |                                                  |
| 1977 | 24. - 30. oktober                                | Swiss Indoors                                            | St. Jakobshalle, Basel                           | 16.000                                           | Grand prix-serien                                | 1 stjerne                                        | $ 50.000                                         |
| 1978 | 23. - 29. oktober                                | Swiss Indoors                                            | St. Jakobshalle, Basel                           | 28.000                                           | Grand prix-serien                                |                                                  | $ 50.000                                         |
| 1979 | 15. - 21. oktober                                | Swiss Indoors                                            | St. Jakobshalle, Basel                           | 38.000                                           | Grand prix-serien                                | $ 75.000                                         |                                                  |
| 1980 | 13. - 19. oktober                                | Swiss Indoors                                            | St. Jakobshalle, Basel                           | 49.100                                           | Grand prix-serien                                | $ 75.000                                         |                                                  |
| 1981 | 12. - 18. oktober                                | Swiss Indoors                                            | St. Jakobshalle, Basel                           | 40.500                                           | Grand prix-serien                                | $ 100.000                                        |                                                  |
| 1982 | 11. - 17. oktober                                | Swiss Indoors                                            | St. Jakobshalle, Basel                           | 41.500                                           | Grand prix-serien                                | $ 100.000                                        |                                                  |
| 1983 | 10. - 16. oktober                                | Swiss Indoors - Acom Championships                       | St. Jakobshalle, Basel                           | 42.500                                           | Grand prix-serien                                | $ 117.000                                        |                                                  |
| 1984 | 8. - 14. oktober                                 | Swiss Indoors - Acom Championships                       | St. Jakobshalle, Basel                           | 40.700                                           | Grand prix-serien                                | $ 145.000                                        |                                                  |
| 1985 | 14. - 20. oktober                                | Swiss Indoors - Acom Championships                       | St. Jakobshalle, Basel                           | 52.100                                           | Grand prix-serien                                | $ 174.000                                        |                                                  |
| 1986 | 13. - 19. oktober                                | Ebel Swiss Indoors                                       | St. Jakobshalle, Basel                           | 52.400                                           | Grand prix-serien                                | $ 210.000                                        |                                                  |
| 1987 | 5. - 11. oktober                                 | Ebel Swiss Indoors                                       | St. Jakobshalle, Basel                           | 52.100                                           | Grand prix-serien                                | $ 239.000                                        |                                                  |
| 1988 | 4. - 9. oktober                                  | Swiss Indoors                                            | St. Jakobshalle, Basel                           | 56.900                                           | Grand prix-serien                                | $ 270.000                                        |                                                  |
| 1989 | 3. - 8. oktober                                  | Swiss Indoors                                            | St. Jakobshalle, Basel                           | 58.600                                           | Grand prix-serien                                | $ 391.000                                        |                                                  |
| 1990 | 24. - 30. september                              | Swiss Indoors                                            | St. Jakobshalle, Basel                           | 61.100                                           | ATP Tour                                         | ATP World Series                                 | $ 500.000                                        |
| 1991 | 23. - 29. september                              | Swiss Indoors                                            | St. Jakobshalle, Basel                           | 61.300                                           | ATP Tour                                         | ATP World Series                                 | $ 750.000                                        |
| 1992 | 28. september - 4. oktober                       | Swiss Indoors                                            | St. Jakobshalle, Basel                           | 64.100                                           | ATP Tour                                         | ATP World Series                                 | $ 775.000                                        |
| 1993 | 27. september - 3. oktober                       | Swiss Indoors                                            | St. Jakobshalle, Basel                           | 64.500                                           | ATP Tour                                         | ATP World Series                                 | $ 800.000                                        |
| 1994 | 26. september - 2. oktober                       | Davidoff Swiss Indoors                                   | St. Jakobshalle, Basel                           | 62.100                                           | ATP Tour                                         | ATP World Series                                 | $ 800.000                                        |
| 1995 | 25. september - 1. oktober                       | Davidoff Swiss Indoors                                   | St. Jakobshalle, Basel                           | 70.100                                           | ATP Tour                                         | ATP World Series                                 | $ 1.000.000                                      |
| 1996 | 23. - 29. september                              | Davidoff Swiss Indoors                                   | St. Jakobshalle, Basel                           | 62.700                                           | ATP Tour                                         | ATP World Series                                 | $ 1.000.000                                      |
| 1997 | 29. september - 5. oktober                       | Davidoff Swiss Indoors                                   | St. Jakobshalle, Basel                           | 58.800                                           | ATP Tour                                         | ATP World Series                                 | $ 1.000.000                                      |
| 1998 | 5. - 11. oktober                                 | Davidoff Swiss Indoors                                   | St. Jakobshalle, Basel                           | 59.600                                           | ATP Tour                                         | ATP World Series                                 | $ 1.000.000                                      |
| 1999 | 4. - 10. oktober                                 | Davidoff Swiss Indoors                                   | St. Jakobshalle, Basel                           | 64.900                                           | ATP Tour                                         | ATP World Series                                 | $ 1.000.000                                      |
| 2000 | 23. - 29. oktober                                | Davidoff Swiss Indoors                                   | St. Jakobshalle, Basel                           | 64.900                                           | ATP Tour                                         | ATP International Series                         | $ 1.000.000                                      |
| 2001 | 22. - 28. oktober                                | Davidoff Swiss Indoors                                   | St. Jakobshalle, Basel                           | 62.600                                           | ATP Tour                                         | ATP International Series                         | $ 1.000.000                                      |
| 2002 | 21. - 27. oktober                                | Davidoff Swiss Indoors                                   | St. Jakobshalle, Basel                           | 61.100                                           | ATP Tour                                         | ATP International Series                         | $ 1.000.000                                      |
| 2003 | 20. - 26. oktober                                | Davidoff Swiss Indoors                                   | St. Jakobshalle, Basel                           | 65.800                                           | ATP Tour                                         | ATP International Series                         | € 850.000                                        |
| 2004 | 25. - 31. oktober                                | Davidoff Swiss Indoors                                   | St. Jakobshalle, Basel                           | 65.800                                           | ATP Tour                                         | ATP International Series                         | € 850.000                                        |
| 2005 | 24. - 30. oktober                                | Davidoff Swiss Indoors                                   | St. Jakobshalle, Basel                           | 66.100                                           | ATP Tour                                         | ATP International Series                         | € 850.000                                        |
| 2006 | 23. - 29. oktober                                | Davidoff Swiss Indoors                                   | St. Jakobshalle, Basel                           | 65.200                                           | ATP Tour                                         | ATP International Series                         | € 850.000                                        |
| 2007 | 22. - 28. oktober                                | Davidoff Swiss Indoors                                   | St. Jakobshalle, Basel                           | 66.700                                           | ATP Tour                                         | ATP International Series                         | € 850.000                                        |
| 2008 | 20. - 26. oktober                                | Davidoff Swiss Indoors                                   | St. Jakobshalle, Basel                           | 70.900                                           | ATP Tour                                         | ATP International Series                         | € 850.000                                        |
| 2009 | 2. - 8. november                                 | Davidoff Swiss Indoors                                   | St. Jakobshalle, Basel                           | 71.600                                           | ATP World Tour                                   | ATP World Tour 500                               | € 1.775.000                                      |
| 2010 | 1. - 7. november                                 | Davidoff Swiss Indoors                                   | St. Jakobshalle, Basel                           | 72.100                                           | ATP World Tour                                   | ATP World Tour 500                               | € 1.775.000                                      |
| 2011 | 31. oktober - 6. november                        | Swiss Indoors Basel                                      | St. Jakobshalle, Basel                           | 72.200                                           | ATP World Tour                                   | ATP World Tour 500                               | € 1.838.100                                      |
| 2012 | 22. - 28. oktober                                | Swiss Indoors Basel                                      | St. Jakobshalle, Basel                           | 72.300                                           | ATP World Tour                                   | ATP World Tour 500                               | € 1.934.300                                      |
| 2013 | 21. - 27. oktober                                | Swiss Indoors Basel                                      | St. Jakobshalle, Basel                           | 71.300                                           | ATP World Tour                                   | ATP World Tour 500                               | € 1.988.000                                      |
| 2014 | 20. - 26. oktober                                | Swiss Indoors Basel                                      | St. Jakobshalle, Basel                           | 71.300                                           | ATP World Tour                                   | ATP World Tour 500                               | € 1.915.060                                      |
| 2015 | 26. oktober - 1. november                        | Swiss Indoors Basel                                      | St. Jakobshalle, Basel                           | 71.600                                           | ATP World Tour                                   | ATP World Tour 500                               | € 2.022.300                                      |
| 2016 | 24. - 30. oktober                                | Swiss Indoors Basel                                      | St. Jakobshalle, Basel                           | 70.900                                           | ATP World Tour                                   | ATP World Tour 500                               | € 2.151.985                                      |
| 2017 | 23. - 29. oktober                                | Swiss Indoors Basel                                      | St. Jakobshalle, Basel                           | 71.900                                           | ATP World Tour                                   | ATP World Tour 500                               | € 2.291.860                                      |
| 2018 | 22. - 28. oktober                                | Swiss Indoors Basel                                      | St. Jakobshalle, Basel                           | 70.100                                           | ATP World Tour                                   | ATP World Tour 500                               | € 2.442.740                                      |
| 2019 | 21. - 27. oktober                                | Swiss Indoors Basel                                      | St. Jakobshalle, Basel                           | 70.200                                           | ATP Tour                                         | ATP Tour 500                                     | € 2.219.975                                      |
| 2020 | Turnering aflyst på grund af COVID-19-pandemien. | Turnering aflyst på grund af COVID-19-pandemien.         | Turnering aflyst på grund af COVID-19-pandemien. | Turnering aflyst på grund af COVID-19-pandemien. | Turnering aflyst på grund af COVID-19-pandemien. | Turnering aflyst på grund af COVID-19-pandemien. | Turnering aflyst på grund af COVID-19-pandemien. |
| 2021 | Turnering aflyst på grund af COVID-19-pandemien. | Turnering aflyst på grund af COVID-19-pandemien.         | Turnering aflyst på grund af COVID-19-pandemien. | Turnering aflyst på grund af COVID-19-pandemien. | Turnering aflyst på grund af COVID-19-pandemien. | Turnering aflyst på grund af COVID-19-pandemien. | Turnering aflyst på grund af COVID-19-pandemien. |
| 2022 | 24. - 30. oktober                                | Swiss Indoors Basel                                      | St. Jakobshalle, Basel                           |                                                  | ATP Tour                                         | ATP 500                                          | € 2.135.350                                      |
| 2023 | 23. - 29. oktober                                | Swiss Indoors Basel                                      | St. Jakobshalle, Basel                           |                                                  | ATP Tour                                         | ATP 500                                          | € 2.196.000                                      |
| 2024 | 21. - 27. oktober                                | Swiss Indoors Basel                                      | St. Jakobshalle, Basel                           |                                                  | ATP Tour                                         | ATP 500                                          | € 2.385.100                                      |

### 1970-73: Fire år i boblehal
Den 22-årige valutahandler Roger Brennwald, der om sommeren jævnligt spillede tennis i TC BIZ Tennis, blev i vinteren 1967-68 indbudt af nogle kollegaer til en doublekamp i Basels eneste tennishal i Mustermesse. I den uopvarmede hal frøs Brennwald om fingrene, han generedes af de skæve opspring, når boldene ramte dækslerne i asfaltunderlaget, og hallens belysning var dårlig. Sammen med vennen Edgar Huwyler og værnepligtskollegaen Markus Gysin lagde de en plan for en ny og bedre tennishal i Basel. For 60.000 schweizerfranc købte de en boblehal af mærket Barracuda i Sverige, som de afsøgte muligheden for at sætte op i Basel. I efteråret 1969 lykkedes det at få sat hallen op på en grusbane i Tennisclub Coop i Basel-forstaden Muttenz, hvor de betalte 4.000 schweizerfranc i leje.
Trioen blev dog hurtigt til en duo, eftersom Gysin sprang fra, men Brennwald og Huwyler besluttede sig for at arrangere en tennisturnering i boblehallen under navnet "Barracuda-Cup". Brennwald stod for økonomi, markedsføring og spillerkontakt, mens Huwyler var ansvarlig for teknik og organisation. Der blev spillet tre rækker – herresingle A/B, damesingle A/B og herresingle C/D – og arrangøren Huwyler deltog opsigtsvækkende selv i den bedste herresinglerække, mens Brennwald spillede med i C/D-rækken. Damesinglerækken blev vundet af Evagreth Emmenegger, som i semifinalen havde afværget fire matchbolde mod den tidligere schweiziske mester Ruth Kaufmann, og som i finalen besejrede Janine Bourgnon i tre sæt. Herresingleturneringen havde deltagelse af otte spillere og blev vundet af vesttyskeren Klaus Berger, der i finalen vandt over den topseedede, tidligere schweiziske mester Ernst Schori med 6-3, 6-1. Vinderen modtog et forgyldt armbåndsur til en værdi af 300 schweizerfranc, som Brennwald havde skaffet via sin onkel, der ejede urmærket Zodiac. Herrernes C/D-række blev vundet af Brennwald, der tidligere havde været et stort talent inden for håndbold, fodbold og atletik, men som på grund af sygdom havde måttet opgive en karriere som elitesportsmand.
Den anden udgave af turneringen fik navnet "Hallenmeisterschaft Coop um den Braun synchron Cup" og løb af stablen i marts 1971 i boblehallen i Muttenz. Siden året før var damesinglerækken blevet sløjfet, eftersom hele den schweiziske kvindelige tenniselite befandt sig i Sydfrankrig, hvor spillerne forberedte sig på udendørsssæonen. I stedet indførtes en doublerække, dog kun for lavere rangerede spiller, og derfor regnes doubleresultaterne i turneringen først som officielle fra 1976. I herresingle var deltagerfeltet til gengæld væsentligt stærkere end i turneringens første udgave. Blandt deltagerne var den forsvarende mester Klaus Berger og Helmut Kuner fra Vesttyskland, den i Zürich bosiddende hollænder Jan Coebergh, eksil-tjekkoslovakkerne Jiří Zahradníček og Petr Kanderal, der spillede for TC Chur, samt schweizerne Rico Casparidis fra Chur, Ernst Schori, Tim Sturdza og Hansruedi Baumann fra Basel samt den schweiziske nr. 2, Theodore Stalder. I de indledende runder spilledes kampene først til 9 partier, mens der i semfinalerne og finalen blev spillet bedst af tre sæt. I finalen vandt Jiří Zahradníček med 1-6, 6-2, 6-3 over Helmut Kuner og sikrede sig dermed førstepræmien på 500 schweizerfranc. Af ukendte årsager gik Zahradníčeks turneringssejr imidlertid tabt i statistikkerne, og i mange år stod Kuner fejlagtigt anført som vinder af titlen i Basel i 1971. Fejltagelsen blev først opdaget, da turneringsdirektør Brennwald i 1995 inviterede alle de tidligere vindere til turneringens 25 års jubilæum, og Kuner, da han blev ringet op af Brennwald, måtte oplyse turneringsdirektøren om den korrekte vinders identitet. Turneringen i 1971 blev imidlertid intet tilløbsstykke med hensyn til tilskuere. I alt 300 tilskuere overværede de tre kampdage, men det var trods alt mere end de blot 50 tilskuere til den første turnering.
Året efter fik Roger Brennwald og Edgar Huwyler afslag på at sætte boblehallen op i Tennisclub Coop for tredje vinter i træk. I stedet bliver den pustet op på en bane i Tennis Club Old Boys Basel, hvor den tredje udgave af turneringen blev spillet i midten af marts 1972 under navnet "Die 3. Internationaler Hallentennis-Meisterschaften von Basel" (Basels tredje internationale indendørs tennismesterskaber). Bortset fra den nationale mester, Theodore Stalder, var hele den schweiziske elite tilmeldt i Basel, herunder Tim Sturdza, Matthias Werren, Rolf Spitzer, Michel Burgener, Fredy Blatter og Franky Grau. Derudover stillede de to sydtyske spillere Klaus Berger og Helmut Kuner, samt den forsvarende mester Zahradníček og Kanderal også op. Turneringen havde i alt deltagelse af 24 spillere og blev for første gang afviklet over fire dage. De indledende kampe blev spillet først til 11 partier med tiebreak ved stillingen 10-10, mens man fra kvartfinalerne og frem spillede bedst af tre sæt. I finalen vandt Michal Burgener med 7-5, 4-6, 6-0 over Petr Kanderal, og den første schweiziske vinder af turneringen forbløffede publikum med sin specielle teknik, idet han slog forhånd med både højre og venstre hånd.
"Basels fjerde internationale indendørs tennismesterskaber" i begyndelsen af marts 1973 blev den sidste udgave af turneringen, der blev spillet på en grusbane i en boblehal. Deltagerfeltets kvalitet blev endnu en gang skærpet, idet hele den schweiziske elite var til start sammen med franskmanden Jean-Claude Barclay, amerikaneren Eric Mann samt vesttyskerne Klaus Berger, Helmut Kuner og Waldemar Timm. Dog savnedes den forsvarende mester Michel Burgener, der var optaget af en eksamen. Det stærke felt blev lokket til Basel af en samlet præmiesum på $ 2.500, og turneringen var den sidste i turneringsserien Grand Prix Suisse. Sejren gik til Jean-Claude Barclay, der i finalen besejrede schweizeren Leonardo Manta med 6-3, 7-5.

## Vindere og finalister

### Single
| År   | Vinder                                          | Finalist                                        | Finaleresultat                                  |
| ---- | ----------------------------------------------- | ----------------------------------------------- | ----------------------------------------------- |
| 1970 | Klaus Berger                                    | Ernst Schori                                    | 6–3, 6–1                                        |
| 1971 | Jiří Zahradníček                                | Petr Kanderal                                   | 6–4, 5–7, 6–3                                   |
| 1972 | Michel Burgener                                 | Petr Kanderal                                   | 7–5, 4–6, 6–0                                   |
| 1973 | Jean-Claude Barclay                             | Leonardo Manta                                  | 6–3, 7–5                                        |
| 1974 | Roger Taylor                                    | Petr Kanderal                                   | 6–4, 6–2                                        |
| 1975 | Jiří Hřebec                                     | Ilie Năstase                                    | 6–1, 7–6, 2–6, 6–4                              |
| 1976 | Jan Kodeš                                       | Jiří Hřebec                                     | 6–4, 6–2, 6–3                                   |
| 1977 | Björn Borg                                      | John Lloyd                                      | 6–4, 6–2, 6–3                                   |
| 1978 | Guillermo Vilas                                 | John McEnroe                                    | 6–3, 5–7, 7–5, 6–4                              |
| 1979 | Brian Gottfried                                 | Johan Kriek                                     | 7–5, 6–1, 4–6, 6–3                              |
| 1980 | Ivan Lendl                                      | Björn Borg                                      | 6–3, 6–2, 5–7, 0–6, 6–4                         |
| 1981 | Ivan Lendl (2)                                  | José Luis Clerc                                 | 6–2, 6–3, 6–0                                   |
| 1982 | Yannick Noah                                    | Mats Wilander                                   | 6–4, 6–2, 6–3                                   |
| 1983 | Vitas Gerulaitis                                | Wojtek Fibak                                    | 4–6, 6–1, 7–5, 5–5 opg.                         |
| 1984 | Joakim Nyström                                  | Tim Wilkison                                    | 6–3, 3–6, 6–4, 6–2                              |
| 1985 | Stefan Edberg (1)                               | Yannick Noah                                    | 6–7, 6–4, 7–6, 6–1                              |
| 1986 | Stefan Edberg (2)                               | Yannick Noah                                    | 7–6, 6–2, 6–7, 7–6                              |
| 1987 | Yannick Noah (2)                                | Ronald Agénor                                   | 7–6, 6–4, 6–4                                   |
| 1988 | Stefan Edberg (3)                               | Jakob Hlasek                                    | 7–5, 6–3, 3–6, 6–2                              |
| 1989 | Jim Courier                                     | Stefan Edberg                                   | 7–6, 3–6, 2–6, 6–0, 7–5                         |
| 1990 | John McEnroe                                    | Goran Ivanišević                                | 6–7, 4–6, 7–6, 6–3, 6–4                         |
| 1991 | Jakob Hlasek                                    | John McEnroe                                    | 7–6(4), 6–0, 6–3                                |
| 1992 | Boris Becker                                    | Petr Korda                                      | 3–6, 6–3, 6–2, 6–4                              |
| 1993 | Michael Stich                                   | Stefan Edberg                                   | 6–4, 6–7(5), 6–3, 6–2                           |
| 1994 | Wayne Ferreira                                  | Patrick McEnroe                                 | 4–6, 6–2, 7–6(7), 6–3                           |
| 1995 | Jim Courier (2)                                 | Jan Siemerink                                   | 6–7(2), 7–6(5), 5–7, 6–2, 7–5                   |
| 1996 | Pete Sampras                                    | Hendrik Dreekmann                               | 7–5, 6–2, 6–0                                   |
| 1997 | Greg Rusedski                                   | Mark Philippoussis                              | 6–3, 7–6(6), 7–6(3)                             |
| 1998 | Tim Henman                                      | Andre Agassi                                    | 6–4, 6–3, 3–6, 6–4                              |
| 1999 | Karol Kučera                                    | Tim Henman                                      | 6–4, 7–6(10), 4–6, 4–6, 7–6(2)                  |
| 2000 | Thomas Enqvist                                  | Roger Federer                                   | 6–2, 4–6, 7–6(4), 1–6, 6–1                      |
| 2001 | Tim Henman (2)                                  | Roger Federer                                   | 6–3, 6–4, 6–2                                   |
| 2002 | David Nalbandian                                | Fernando González                               | 6–4, 6–3, 6–2                                   |
| 2003 | Guillermo Coria                                 | David Nalbandian                                | w.o.                                            |
| 2004 | Jiří Novák                                      | David Nalbandian                                | 5–7, 6–3, 6–4, 1–6, 6–2                         |
| 2005 | Fernando González                               | Marcos Baghdatis                                | 6–7(8), 6–3, 7–5, 6–4                           |
| 2006 | Roger Federer (1)                               | Fernando González                               | 6–3, 6–2, 7–6(3)                                |
| 2007 | Roger Federer (2)                               | Jarkko Nieminen                                 | 6–3, 6–4                                        |
| 2008 | Roger Federer (3)                               | David Nalbandian                                | 6–3, 6–4                                        |
| 2009 | Novak Djokovic                                  | Roger Federer                                   | 6–4, 4–6, 6–2                                   |
| 2010 | Roger Federer (4)                               | Novak Djokovic                                  | 6–4, 3–6, 6–1                                   |
| 2011 | Roger Federer (5)                               | Kei Nishikori                                   | 6–1, 6–3                                        |
| 2012 | Juan Martín del Potro                           | Roger Federer                                   | 6–4, 6–7(5), 7–6(3)                             |
| 2013 | Juan Martín del Potro (2)                       | Roger Federer                                   | 7–6(3), 2–6, 6–4                                |
| 2014 | Roger Federer (6)                               | David Goffin                                    | 6–2, 6–2                                        |
| 2015 | Roger Federer (7)                               | Rafael Nadal                                    | 6–3, 5–7, 6–3                                   |
| 2016 | Marin Čilić                                     | Kei Nishikori                                   | 6–1, 7–6(5)                                     |
| 2017 | Roger Federer (8)                               | Juan Martín del Potro                           | 6–7(5), 6–4, 6–3                                |
| 2018 | Roger Federer (9)                               | Marius Copil                                    | 7–6(5), 6–4                                     |
| 2019 | Roger Federer (10)                              | Alex de Minaur                                  | 6–2, 6–2                                        |
| 2020 | Ingen turnering på grund af COVID-19-pandemien. | Ingen turnering på grund af COVID-19-pandemien. | Ingen turnering på grund af COVID-19-pandemien. |
| 2021 | Ingen turnering på grund af COVID-19-pandemien. | Ingen turnering på grund af COVID-19-pandemien. | Ingen turnering på grund af COVID-19-pandemien. |
| 2022 | Félix Auger-Aliassime (1)                       | Holger Rune                                     | 6–3, 7–5                                        |
| 2023 | Félix Auger-Aliassime (2)                       | Hubert Hurkacz                                  | 7–6(3), 7–6(5)                                  |
| 2024 | Giovanni Mpetshi Perricard                      | Ben Shelton                                     | 6–4, 7–6(4)                                     |

### Double
| År   | Vinder                                          | Finalist                                        | Finaleresultat                                  |
| ---- | ----------------------------------------------- | ----------------------------------------------- | ----------------------------------------------- |
| 1976 | Frew McMillan Tom Okker                         | Jiří Hřebec Jan Kodeš                           | 6–4, 7–6, 6–4                                   |
| 1977 | Mark Cox Buster Mottram                         | John Feaver John James                          | 7–5, 6–4, 6–3                                   |
| 1978 | Wojtek Fibak John McEnroe                       | Bruce Manson Andrew Pattison                    | 7–6, 7–5                                        |
| 1979 | Bob Hewitt Frew McMillan (2)                    | Brian Gottfried Raúl Ramírez                    | 6–3, 6–4                                        |
| 1980 | Kevin Curren Steve Denton                       | Bob Hewitt Frew McMillan                        | 6–7, 6–4, 6–4                                   |
| 1981 | José Luis Clerc Ilie Năstase                    | Markus Günthardt Pavel Složil                   | 7–6, 6–7, 7–6                                   |
| 1982 | Henri Leconte Yannick Noah                      | Fritz Buehning Pavel Složil                     | 6–2, 6–2                                        |
| 1983 | Pavel Složil Tomáš Šmíd                         | Stefan Edberg Florin Segărceanu                 | 6–1, 3–6, 7–6                                   |
| 1984 | Pavel Složil (2) Tomáš Šmíd (2)                 | Stefan Edberg Tim Wilkison                      | 7–6, 6–2                                        |
| 1985 | Tim Gullikson Tom Gullikson                     | Mark Dickson Tim Wilkison                       | 4–6, 6–4, 6–4                                   |
| 1986 | Guy Forget Yannick Noah (2)                     | Jan Gunnarsson Tomáš Šmíd                       | 7–6, 6–4                                        |
| 1987 | Anders Järryd Tomáš Šmíd (3)                    | Stanislav Birner Jaroslav Navrátil              | 6–4, 6–3                                        |
| 1988 | Jakob Hlasek Tomáš Šmíd (4)                     | Jeremy Bates Peter Lundgren                     | 6–3, 6–1                                        |
| 1989 | Udo Riglewski Michael Stich                     | Omar Camporese Claudio Mezzadri                 | 6–3, 4–6, 6–0                                   |
| 1990 | Stefan Kruger Christo van Rensburg              | Neil Broad Gary Muller                          | 4–6, 7–6, 6–3                                   |
| 1991 | Jakob Hlasek (2) Patrick McEnroe                | Petr Korda John McEnroe                         | 3–6, 7–6, 7–6                                   |
| 1992 | Tom Nijssen Cyril Suk                           | Karel Nováček David Rikl                        | 6–3, 6–4                                        |
| 1993 | Byron Black Jonathan Stark                      | Brad Pearce Dave Randall                        | 3–6, 7–5, 6–3                                   |
| 1994 | Patrick McEnroe (2) Jared Palmer                | Lan Bale John-Laffnie de Jager                  | 6–3, 7–6                                        |
| 1995 | Cyril Suk (2) Daniel Vacek                      | Mark Keil Peter Nyborg                          | 3–6, 6–3, 6–3                                   |
| 1996 | Jevgenij Kafelnikov Daniel Vacek (2)            | David Adams Menno Oosting                       | 6–3, 6–4                                        |
| 1997 | Tim Henman Marc Rosset                          | Karsten Braasch Jim Grabb                       | 7–6, 6–7, 7–6                                   |
| 1998 | Olivier Delaître Fabrice Santoro                | Piet Norval Kevin Ullyett                       | 6–3, 7–6                                        |
| 1999 | Brent Haygarth Aleksandar Kitinov               | Jiří Novák David Rikl                           | 0–6, 6–4, 7–5                                   |
| 2000 | Donald Johnson Piet Norval                      | Roger Federer Dominik Hrbatý                    | 7–6(9), 4–6, 7–6(4)                             |
| 2001 | Ellis Ferreira Rick Leach                       | Mahesh Bhupathi Leander Paes                    | 7–6(3), 6–4                                     |
| 2002 | Bob Bryan Mike Bryan                            | Mark Knowles Daniel Nestor                      | 7–6(1), 7–5                                     |
| 2003 | Mark Knowles Daniel Nestor                      | Lucas Arnold Ker Mariano Hood                   | 6–4, 6–2                                        |
| 2004 | Bob Bryan (2) Mike Bryan (2)                    | Lucas Arnold Ker Mariano Hood                   | 7–6(9), 6–2                                     |
| 2005 | Agustín Calleri Fernando González               | Stephen Huss Wesley Moodie                      | 7–5, 7–5                                        |
| 2006 | Mark Knowles (2) Daniel Nestor (2)              | Mariusz Fyrstenberg Marcin Matkowski            | 4–6, 6–4, [10–8]                                |
| 2007 | Bob Bryan (3) Mike Bryan (3)                    | James Blake Mark Knowles                        | 6–1, 6–1                                        |
| 2008 | Mahesh Bhupathi Mark Knowles (3)                | Christopher Kas Philipp Kohlschreiber           | 6–3, 6–3                                        |
| 2009 | Daniel Nestor (3) Nenad Zimonjić                | Bob Bryan Mike Bryan                            | 6–2, 6–3                                        |
| 2010 | Bob Bryan (4) Mike Bryan (4)                    | Daniel Nestor Nenad Zimonjić                    | 6–3, 3–6, [10–3]                                |
| 2011 | Michaël Llodra Nenad Zimonjić (2)               | Maks Mirnyj Daniel Nestor                       | 6–4, 7–5                                        |
| 2012 | Daniel Nestor (4) Nenad Zimonjić (3)            | Treat Conrad Huey Dominic Inglot                | 7–5, 6–7(4), [10–5]                             |
| 2013 | Treat Conrad Huey Dominic Inglot                | Julian Knowle Oliver Marach                     | 6–3, 3–6, [10–4]                                |
| 2014 | Vasek Pospisil Nenad Zimonjić (4)               | Marin Draganja Henri Kontinen                   | 7–6(13), 1–6, [10–5]                            |
| 2015 | Alexander Peya Bruno Soares                     | Jamie Murray John Peers                         | 7–5, 7–5                                        |
| 2016 | Marcel Granollers Jack Sock                     | Robert Lindstedt Michael Venus                  | 6–3, 6–4                                        |
| 2017 | Ivan Dodig Marcel Granollers (2)                | Fabrice Martin Édouard Roger-Vasselin           | 7–5, 7–6(6)                                     |
| 2018 | Dominic Inglot (2) Franko Škugor                | Alexander Zverev Mischa Zverev                  | 6–2, 7–5                                        |
| 2019 | Jean-Julien Rojer Horia Tecău                   | Taylor Fritz Reilly Opelka                      | 7–5, 6–3                                        |
| 2020 | Ingen turnering på grund af COVID-19-pandemien. | Ingen turnering på grund af COVID-19-pandemien. | Ingen turnering på grund af COVID-19-pandemien. |
| 2021 | Ingen turnering på grund af COVID-19-pandemien. | Ingen turnering på grund af COVID-19-pandemien. | Ingen turnering på grund af COVID-19-pandemien. |
| 2022 | Ivan Dodig (2) Austin Krajicek                  | Nicolas Mahut Édouard Roger-Vasselin            | 6–4, 7–6(5)                                     |
| 2023 | Santiago González Édouard Roger-Vasselin        | Hugo Nys Jan Zieliński                          | 6–7(8), 7–6(3), [10–1]                          |
| 2024 | Jamie Murray John Peers                         | Wesley Koolhof Nikola Mektić                    | 6–3, 7–5                                        |